# クリスチャン・ラッセン (東洋学者)

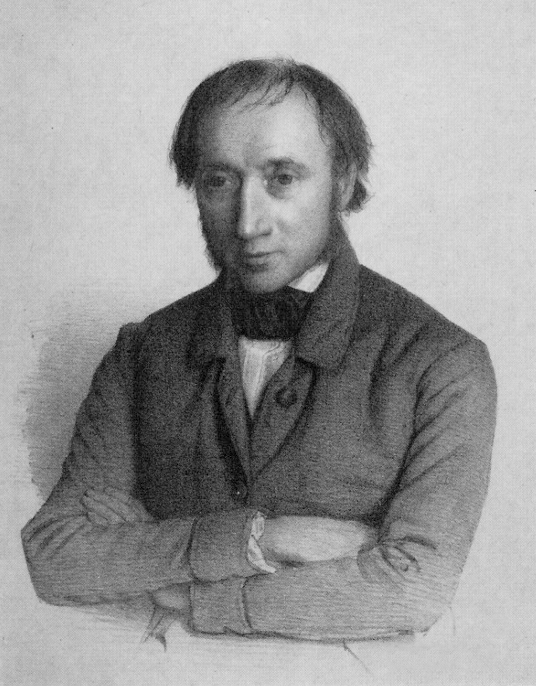
肖像画

クリスチャン・ラッセン（Christian Lassen、1800年10月22日 - 1876年5月8日）は、ノルウェー出身のドイツの東洋学者、インド学者。ボン大学の教授を務めた。

## 生涯
ノルウェーのベルゲン出身。はじめクリスチャニア大学で学び、1822年にハイデルベルク大学、ついでボン大学に移ってアウグスト・ヴィルヘルム・シュレーゲルにインド学を学んだ。1824年から1826年にかけてシュレーゲルとともにパリとロンドンを訪れて写本を書き写した。パリでウジェーヌ・ビュルヌフと共著で1826年に『パーリ語論考』(Essai sur le Pali)を出版したが、これはヨーロッパ人によるパーリ語研究の嚆矢だった。
1827年にボン大学の博士の学位を取得した。1830年にボン大学の古代インド言語文化の員外教授、1840年には正教授に就任した。シュレーゲルとラッセンはドイツ初のインド学教授であり、ボン大学は「ライン川のベナレス」と呼ばれた。
ラッセンは『東洋学報』(Zeitschrift für die Kunde des Morgenlandes, 1837-50。全7巻)の編集者だった。
ラッセンは1836年にビュルヌフとともに古代ペルシア楔形文字碑文とアヴェスター語の比較を行った。1845年にラッセンは古代ペルシア楔形文字が後続する母音によって文字を使いわけていることを発見した。これはローリンソンがベヒストゥン碑文の解読を発表する前だった。

## 主要な著書
ラッセンはビュルヌフとともにパーリ語研究書を著した。
- Burnouf, Eugène; Lassen, Christian (1826). Essai sur le Pali, ou langue Sacrée de la presqu'ile au-deja du Gange. Paris（ウジェーヌ・ビュルヌフと共著）

またヨーロッパで最初のプラークリット研究書を出版した。
- Institutiones linguae pracriticae. Bonnae ad Rhenum: Koenig et Van Borcharen. (1837)

ラッセンの最大の著書は『インド古代学』（全4巻）である。
- Indische Alterthumskunde. 1 (2. ed.). Leipzig: L. A. Kittler. (1867) [1847] 2巻(1852) 3巻(1858) 4巻(1861)

また、『サーンキヤカーリカー』(1832)など、いくつかのインド文学を校訂・翻訳した。
- Hitopadesas: id est Institutio Salutaris. 1. Bonnae ad Rhenum. (1829) 2巻(1831)（シュレーゲルと共著、ヒトーパデーシャの校訂本文）
- Gita Govinda. Bonnae ad Rhenum: impensis librariorum Koenig et Van Borcharen. (1836)（ギータ・ゴーヴィンダの本文とラテン語による訳注）
- Anthologia sanscritica glossario instructa. Bonnae ad Rhenum. (1838)（それまで知られていなかったサンスクリットのテクストを集めたもの）

ラッセンは、シュレーゲルによる『バガヴァッド・ギーター』本文および訳注を1845年のシュレーゲルの没後に改訂した。
- Bhagavad-gita. Bonnae. (1846)

インド以外のさまざまな古代語も研究した。
- Beiträge zur Deutung der Eugubinischen Tafeln. Bonn: Eduard Weber. (1833)（イグウィウムのウンブリア語青銅板研究）
- Die altpersischen Keil-Inschriften von Persepolis. Bonn: Eduard Weber. (1836)（ペルセポリスの古代ペルシア楔形文字碑文の研究）
- Zur Geschichte der Griechischen und Indoskythischen Könige. Bonn: H. B. König. (1838)（バクトリア語貨幣の研究）

## 関連情報
- Friedrich Wilhelm: Lassen, Christian. In: Neue Deutsche Biographie (NDB). Band 13, Duncker & Humblot, Berlin 1982, ISBN 3-428-00194-X, S. 673 (電子テキスト版).
- Johannes Klatt (1883). "Lassen, Christian". Allgemeine Deutsche Biographie (ドイツ語). Vol. 17. Leipzig: Duncker & Humblot. pp. 784–788.
- “Christian Lassen,” Meyers Konversations-Lexikon, 4. Auflage von 1888–1890. （ドイツ語）